# Wang Klai Kangwon
Der Wang Klai Kangwon (Thai: วังไกลกังวล, Deutsch etwa: Fern-von-Sorgen-Palast) ist ein königlicher Palast in Hua Hin, Provinz Prachuap Khiri Khan, im südlichen Teil der Zentralregion von Thailand.

## Baugeschichte
Prinz Itthithepsan Kritakara, der an der École des Beaux-Arts studiert hatte, bekam von König Prajadhipok (Rama VII.) den Auftrag, für ihn und seine Königin Rambai Barni einen Sommerpalast zu entwerfen. Vorbereitungen für den Bau vor Ort begannen im Jahr 1926, der eigentliche Bau begann am 21. September 1927. Am 10. April 1929 wurde die Einweihung der zuerst fertiggestellten Villa gefeiert. Weitere Gebäude wurden nach und nach bis 1933 hinzugefügt.

## Palastanlage
Da der Klai-Kangwon-Palast als Sommerresidenz gebaut wurde, gibt es hier keine Thronhallen, in denen Audienzen abgehalten werden könnten. Da der König keine Nebenfrauen hatte, gab es auch keine Notwendigkeit, die traditionelle Trennung zwischen einem Trakt für die Frauen und einen separaten Trakt für die Männer aufrechtzuerhalten. Stattdessen gibt es nur einen königlichen Wohnbereich und Unterkünfte für das Gefolge.
Zunächst bestand der Palast aus drei Villen: die Phra Tamnak Piamsuk (Thai: พระตำหนักเปี่ยมสุข), die Phra Tamnak Plukkasem (Thai: พระตำหนักปลุกเกษม) und die Phra Tamnak Noi (Thai: พระตำหนักน้อย). Zusätzlich gab es einige Nebengebäude für das Gefolge sowie einen Mehrzweck-Pavillon, dem Sala Roeng (Thai: ศาลาเริง), in dem der König private Feste feierte. Die drei Villen waren zum Meer hin ausgerichtet, die größte, die Tamnak Piamsuk, lag in der Mitte, nach Süden lag Tamnak Noi in einem großen Innenhof. Die nördliche Tamnak Plukkasem lag etwas zurück. Während die drei Villen jeweils dreistöckig aufgebaut waren, hatten die Nebengebäude nur ein Stockwerk. 
Da der Architekt in einem westlichen Land studiert hatte, ist der Baustil aller Gebäude eher westlich als Thai, es wurden jedoch Zugeständnisse an das heiße Klima gemacht. Die Dachformen der Gebäude, die Ausgestaltung Innenhöfe, sowie die große Terrasse mit Pergola erinnern an große Landhäuser in Spanien, die Baumaterialien stammen aus der Umgebung.
König Bhumibol Adulyadej (Rama IX.) beauftragte für Prinzessin Maha Chakri Sirindhorn eine zusätzliche Villa, die im gleichen Stil wie die ursprünglichen Gebäude von König Prajadhipok erbaut wurde.

## Nutzung des Palastes
Obwohl der Name des Palastes „Fern-von-Sorgen“ war, wurde König Prajadhipok – gerade als er hier im Sommerpalast residierte – über die Revolution von 1932 in Bangkok informiert, als die absolute zu einer konstitutionellen Monarchie abgeändert worden war. Der König dankte kurze Zeit später ab und zog nach England, wo er 1941 starb.
König Bhumibol Adulyadej und seine Königin Sirikit Kitiyakara residierten oft und gerne im Klai-Kangwon-Palast. Während ihrer Regierungszeit wurde das Palastgelände vergrößert sowie einige zusätzliche Gebäude errichtet. Wenn niemand von der königlichen Familie anwesend ist, ist das Palastgelände für die Allgemeinheit geöffnet.